# Пословица
Посло́вица — изречение в виде грамматически законченного предложения, в котором выражена народная мудрость в поучительной форме. Может иметь повествовательный («в гостях хорошо, а дома лучше») и побудительный характер («куй железо, пока горячо»).
Пословицы, поговорки и другие малые жанры фольклора изучает паремиология.

## История

### Европа
В средневековой Европе составлялись сборники пословиц. До нас дошло около 30 рукописных сборников, составленных в XIII — начале XV веков. Например, сборник так называемых «Пословиц Виллана» включает ряд шестисложных шестистиший, каждый стих которых представляет собой глоссу к седьмой, не стихотворной строке, поданной как крестьянская пословица. Всё в целом отличается редкой ритмической и тематической однородностью; дискурс полностью замкнут на себе. Составителем этого сборника, в XIII веке не раз становившегося предметом обработки либо подражания, был некий клирик из рода Филиппа Эльзасского. Тексты подобного рода встречаются вплоть до XV века, иногда с иллюстрациями: тогда пословица служит подписью к рисунку.

### Россия
Наиболее древние из дошедших до нас произведений русской письменности, содержащие пословицы, датируются X веком. Пословицы встречаются в произведениях древнерусской письменности: «Слово о полку Игореве» (XII в.), «Моление Даниила Заточника» (XIII в.) и др. Начиная с XVII в. создавались рукописные сборники пословиц. Первое печатное собрание пословиц содержится в книге Н. Г. Курганова «Российская универсальная грамматика, или Всеобщее письмословие» (СПб., 1769). Крупнейшим их собирателем был В. И. Даль, издавший в 1862 году сборник «Пословиц русского народа».
Часть пословиц, укоренившихся на Руси, рождена устным народным творчеством; часть была заимствована из древних сборников фраз («Пчёл») и религиозных источников. Многие пословицы происходят из произведений русских писателей — «Горя от ума» Грибоедова, басен Крылова.
Филолог М. И. Шахнович посвятил пословицам несколько работ, в частности, диссертацию «Русские пословицы и поговорки как исторический источник» (1936) и «Краткую историю собирания и изучения русских пословиц и поговорок» (1936). Он тщательно изучил весь доступный русский материал по паремиографии и составил первый библиографический указатель по русской паремиографии на 1435 работ. Эти материалы содержали двадцать разделов, среди которых были: «Феодальные княжества XIV—XVI вв.», «Господин Великий Новгород», «Татарское господство», «Московский царь и бояре», «Царский суд и тюрьма», «Правда и кривда», «Богатый и бедный», «Крестьянская война XV—XVII вв.». Шахнович полагал, что русская паремиография может использоваться для изучения истории, семейных отношений, права, языка и религии. Шахнович составил несколько сборников пословиц, но были опубликованы лишь два — «Пословицы и поговорки о попах и религии» (1933), «Военные пословицы русского народа. Сборник пословиц и крылатых слов» (1945). В конце 1980-х годов по неопубликованным рукописным собраниям пословиц XVIII — начала XX века составил сборник «Русская книга любви», включающий в себя 3000 эротических и «заветных» пословиц (остался неопубликованным).

## Описание
Пословицы противоречат одна другой. В этом, собственно, и заключается народная мудрость.
Своей силой пословица обязана смысловому эффекту, возникающему в результате особого стяжения синтаксической и лексической формы, призванного закрепить некое содержание. Приёмы, с помощью которых достигается это стяжение:
- Краткость предложения и частое сочетание неопределённо-личных форм и глагола в настоящем времени или повелительном наклонении.
- Параллелизм.
- Аллитерация, ассонанс, рифма и иные звуковые механизмы, делающие высказывание ритмически сжатым.

Все эти приёмы помогают обобщить утверждение, поднять его до уровня метафоры, то есть превратить в типический эквивалент практически бесконечного числа ситуаций. Сочетание нескольких таких приёмов становится для слушателя сигналом, фиксирующим нечто вроде дискурсивной изотопии. Можно говорить о «пословичном стиле», существующем как бы вне времени: традиционность — настолько неотъемлемая его черта, что сама мысль об «истоках» пословицы кажется в чём-то противоречивой.
Многие русские пословицы состоят из двух соразмерных рифмующихся частей (первые две в примере):

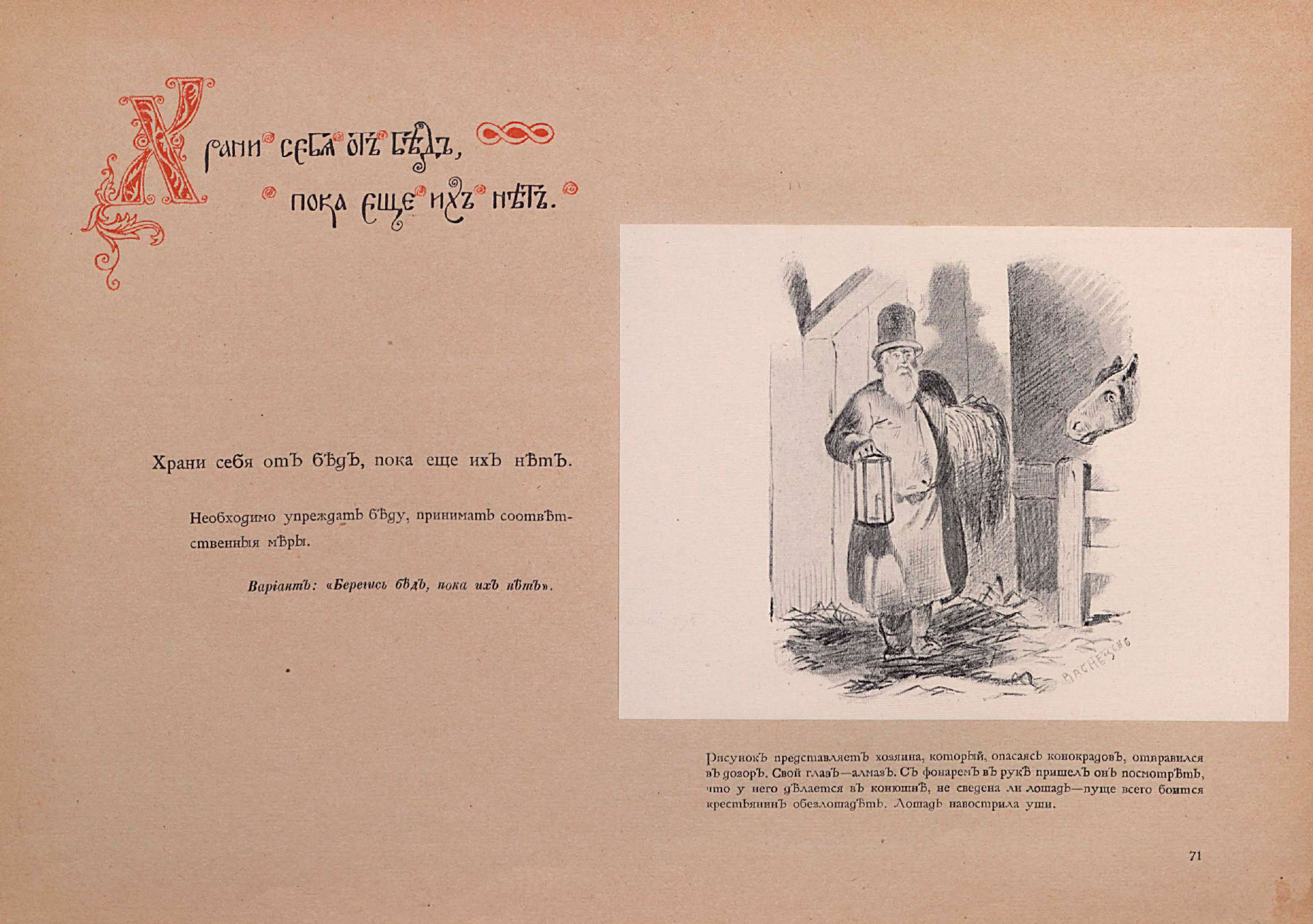
Храни себя от бед, пока ещё их нет
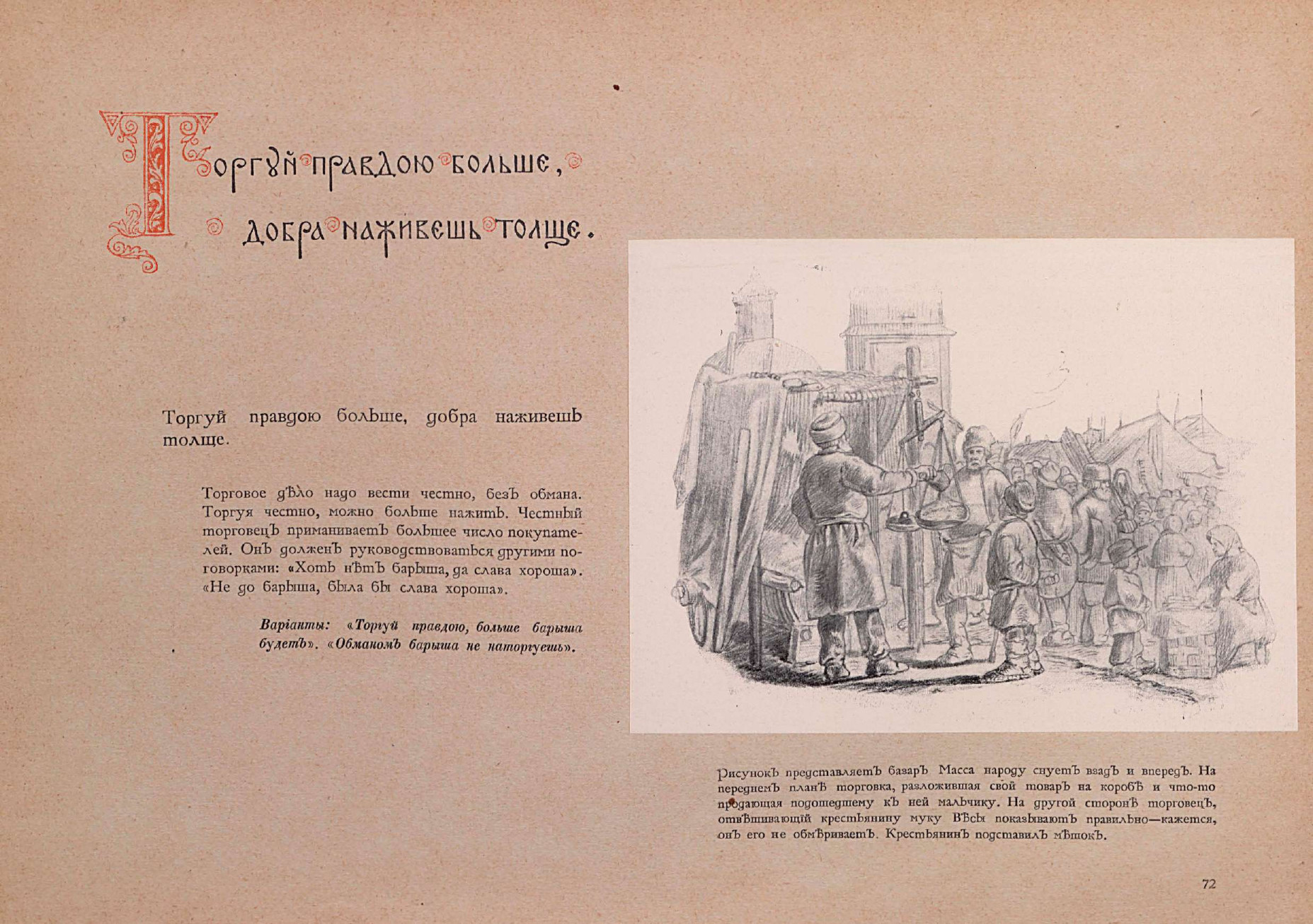
Торгуй правдою больше, добра наживёшь толще
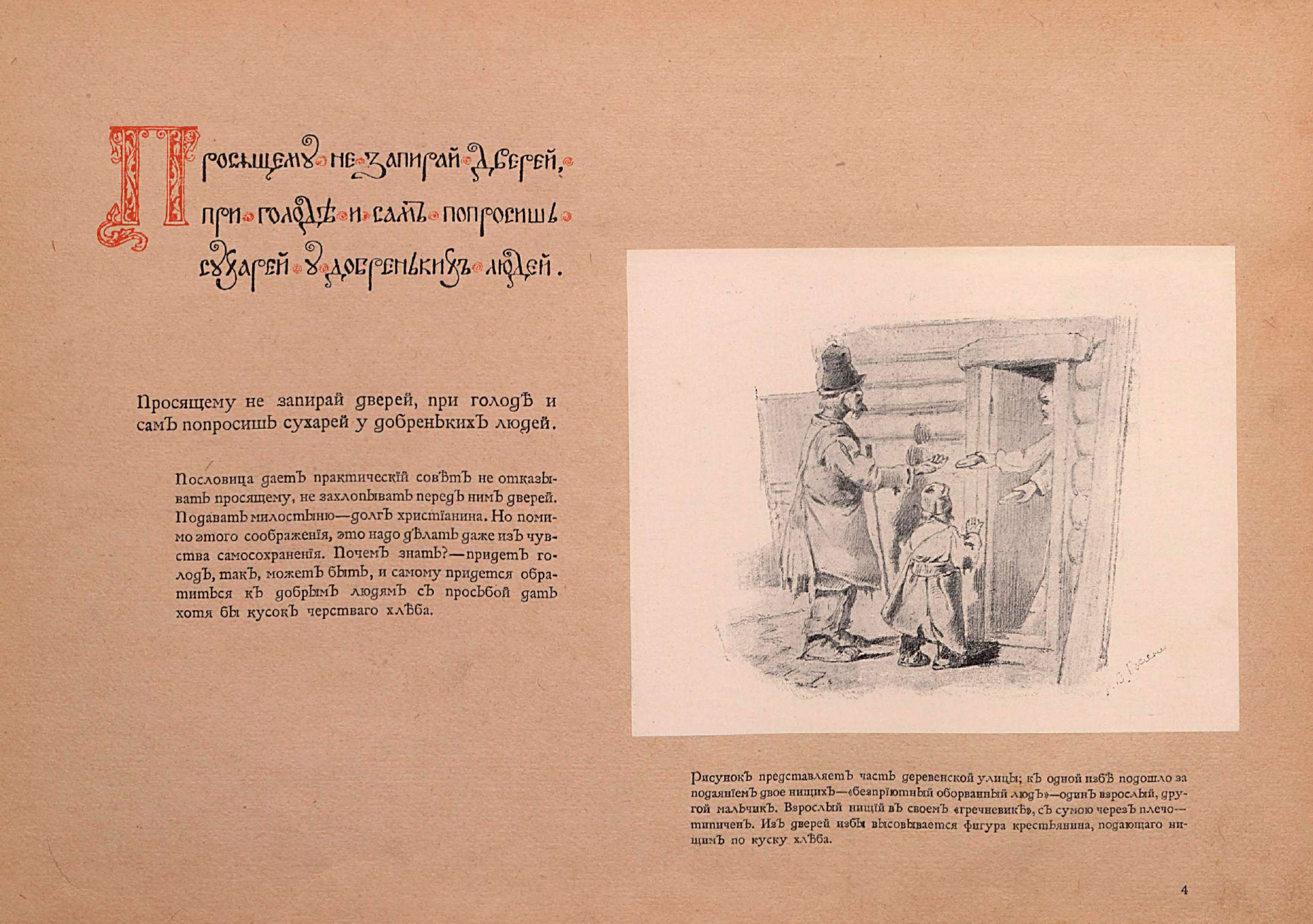
Просящему не запирай дверей, при голоде и сам попросишь сухарей у добреньких людей

## Примеры
- Без труда не вытащишь рыбку из пруда
- Бережёного Бог бережёт
- Была бы курочка, состряпает и дурочка
- Взялся за гуж — не говори, что не дюж
- Волков бояться — в лес не ходить
- За одного битого двух небитых дают
- Заставь дурака Богу молиться, он и лоб расшибёт
- Коней на переправе не меняют
- Кто не работает, тот не ест
- Кто старое помянет, тому глаз вон
- Клин клином вышибают
- Лучше нет дружка, чем родная матушка
- Лучше синица в руках, чем журавль в небе
- Любишь кататься — люби и саночки возить
- Начал за здравие, а кончил за упокой
- Назвался груздем — полезай в кузов
- Не потопаешь — не полопаешь
- Не так страшен чёрт, как его малюют
- Один в поле не воин
- Повторение — мать учения
- Под лежачий камень и вода не течёт
- Поговорка — цветочек, пословица — ягодка
- Предупреждён — значит вооружён
- При солнышке тепло, при матушке добро
- Проголодаешься — догадаешься
- Своя ноша не тянет
- Семеро одного не ждут
- Семь раз отмерь, один раз отрежь
- Слово не воробей, вылетит — не поймаешь
- С миру по нитке — нищему рубаха
- Сытый голодному не товарищ
- Тише едешь — дальше будешь